# 瓦尔德堡
瓦尔德堡是德国巴登-符腾堡州的一个市镇。总面积22.70平方公里，总人口3054人，其中男性1507人，女性1547人（2011年12月31日），人口密度135人/平方公里。
该市是瓦尔德堡城堡的所在地，瓦尔德堡城堡是一座中世纪城堡，坐落在镇上的大山顶上。在神圣罗马帝国皇帝腓特烈二世（Frederick II）的统治下，从1220年到至少1240年，帝国皇冠、权杖和宝剑，一直保存在城堡中。